# Gärten hinter der Veste
Gärten hinter der Veste is een stadsdeel in de Duitse stad Neurenberg, deelstaat Beieren, en telt 17.461 inwoners (2005).